# Ukraińska Partia Demokratyczno-Włościańska
Ukraińska Partia Demokratyczno-Włościańska (UDChP) – ukraińska partia polityczna, założona w czerwcu 1917 w Łubniach.
Zjazd założycielski odbyło się w Łubniach 29 czerwca 1917, z udziałem około 1500 chłopów i 20 działaczy. Program partii przygotował Wiaczesław Łypynśkyj. Założycielami byli: Serhij Szemet, M. Bojarskyj, W. Szkliar, Ł. Kłymow, M. Makarenko.
Partia domagała się wzmocnienia średniej własności ziemskiej і rozwiązania sprawy chłopskiej przez parcelację wielkiej własności ziemskiej za wykupem. Domagała się ogłoszenia niepodległości Ukrainy w 1917 і prowadziła w marcu 1918 rozmowy z Ukraińską Centralną Radą о uzupełnienie jej swoimi przedstawicielami. Partia pomogła Związkowi Właścicieli Ziemskich w przewrocie hetmańskim 29 kwietnia 1918, ale potem zgłaszała sprzeciw wobec polityki rządów hetmańskich. Na II Zjeździe w dniach 26-28 października 1918 UDChP jej delegaci wystąpili przeciw federacji z Rosją i uchwalili połączenie z Ukraińskim Związkiem Narodowym (UNS).
Za rządów Dyrektoriatu UDChP rozpoczęła działalność nielegalną. Na emigracji na początku 1921 część członków UDChP (S. Szemet, W. Łypynśkyj) wstąpiła do monarchistycznego Ukraińskiego Związku Włościan-Państwowców (USChD).